# Yevgeniy Nepomnyachshiy
Ievgueni Andreïevitch Nepomniachtchi - en russe : Евгений Андреевич Непомнящий et en anglais : Yevgeniy Nepomnyachshiy - (né le 12 mars 1987 à Petropavl) est un coureur cycliste kazakh des années 2010.

## Biographie
Quatorzième du Tour du lac Qinghai en 2009, vainqueur d'un criterium à Dilbeek en Belgique, puis quatrième d'un autre criterium belge à Haaltert, Yevgeniy Nepomnyachshiy est sélectionné par son équipe nationale afin de disputer le Tour de Bulgarie. Il est troisième de la deuxième étape arrivant à plus de trois minutes du vainqueur Ivaïlo Gabrovski. Il finit huitième du classement général. 
Il participe aux championnats du monde sur route espoirs en tant que leader de l'équipe nationale du Kazakhstan. Nepomnyachshiy est battu au sprint par Marko Kump pour la sixième place. Il termine ce championnat à la septième position à 54 secondes du champion du monde, Romain Sicard.
Par ses bons résultats, l'équipe ProTour Astana le recrute. Sa première course en tant que professionnel est le Trofeo Laigueglia tandis que le Tour de Suisse est sa première compétition ProTour. Plus tard, il prend la quatrième place de l'épreuve en ligne des championnats du Kazakhstan.

## Palmarès sur route

### Par années
- 2009
  - 7e du championnat du monde sur route espoirs
- 2013
  - 7e étape du Tour du lac Qinghai
  - 2e du Tour du lac Qinghai
- 2017
  - 5e étape du Friendship People North-Caucasus Stage Race
- 2018
  - 2e étape de la Sri Lanka T-Cup

### Classements mondiaux
| Année                  | 2009 | 2010 | 2011 | 2012 | 2013 | 2014 | 2015 | 2016 | 2017 |
| ---------------------- | ---- | ---- | ---- | ---- | ---- | ---- | ---- | ---- | ---- |
| Calendrier mondial UCI |      | nc   |      |      |      |      |      |      |      |
| UCI World Tour         |      |      | nc   | nc   |      |      |      |      |      |
| UCI Asia Tour          | 246e |      |      |      | 21e  |      |      |      | 188e |
| UCI Europe Tour        | 624e |      |      |      |      | nc   |      |      |      |